# Gądów
Gądów (niem. Polnisch Gandau, od 1889 Alt Gandau) – wieś w Polsce położona w województwie dolnośląskim, w powiecie wrocławskim, w gminie Kąty Wrocławskie.
W latach 1975–1998 miejscowość administracyjnie należała do województwa wrocławskiego. 
Do 31 grudnia 2024 integralną część miejscowości stanowił przysiółek Jaszkotle.

## Nazwa
W roku 1613 śląski regionalista i historyk Mikołaj Henel z Prudnika wymienił miejscowość w swoim dziele o geografii Śląska pt. Silesiographia podając jej łacińską nazwę: Gande. Niemiecki leksykon geograficzny Neumana wydany w 1905 roku notuje nazwę miejscowości jako Polnisch Gandau oraz Alt Gandau.

## Demografia
Na koniec 2023 r. Gądów liczył 250 mieszkańców.

## Zabytki
Do wojewódzkiego rejestru zabytków wpisany jest:
- zespół pałacowy (nr 17), z drugiej połowy XVIII-XIX w.:
  - pałac
  - spichlerz
  - park.